# Sodalitium Pianum
Sodalitium Pianum (Sodalicja św. Piusa V, „S.P.”, „La Sapinière”, „Sapiniera”) – niejawna integrystyczna organizacja założona w 1909 przez ks. Umberto Benigniego, której celem było zbieranie informacji (nawet w formie donosów) o tendencjach modernistycznych wśród duchowieństwa.

## Charakterystyka
Organizacja skupiała duchownych znanych ze swoich antymodernistycznych poglądów. Przekazywali oni informacje o modernistach do Rzymu, gdzie podejmowano przeciw nim środki zaradcze. Była to grupa elitarna, w skład której wchodziło 50 osób. Należeli do niej m.in. francuscy księża Charles Maignen czy Emmanuel Barbier. Nie wszystkie sprawy kończyły się reakcją Rzymu, jednak to Sodalicja przyczyniła się do wydalenia z Jerozolimy o. Lagrange`a, czy umieszczenia na indeksie pięciu serii pisma Annales de philosophie chrétiennes. Sapiniera dysponowała pismem „Correspondence de Rome”. Na inwigilację byli narażeni wszyscy (np. w Niemczech ominęła ona jedynie biskupów: Koppa i Koruma), a szczególnie jezuici. Zdaniem ks. Zielińskiego Sodalicja „w gruncie rzeczy było to państwo w państwie”. Przeciw działalności Sapiniery protestował abp Andrea Ferrari, paryscy jezuici (pismo „Etudes”), katolicka prasa w Niemczech.
Sodalicję rozwiązał papież Benedykt XV w 1921. Organizacja nie miała pełnej aprobaty kanonicznej. Benigni został przez Benedykta XV wydalony z Rzymu.